# Paul Adolphe Kauffmann

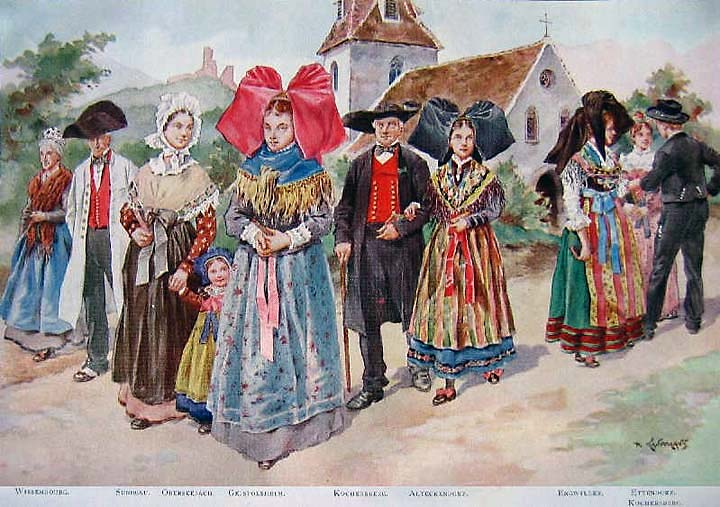
Trachten im Elsass, Aquarell

Paul Adolphe Kauffmann (* 8. Juli 1849 in Belfort; † 20. Februar 1940 in Grimault) war ein französischer Maler, Radierer und Illustrator.

## Leben und Werke
Paul Adolphe Kauffmann war ein Sohn von Jean-Pierre Kauffmann und dessen Ehefrau Madeleine Clara, geb. Sentupery. Sein älterer Bruder, der ebenfalls Paul Adolphe geheißen hatte, war zum Zeitpunkt seiner Geburt schon wieder verstorben; seine Schwester Emma Joséphine lebte von 1845 bis 1931.
Paul Adolphe Kauffmann erhielt keine reguläre Ausbildung zum Maler oder Grafiker. Als Autodidakt zeichnete er ab 1869 für den Monde Illustré und andere Zeitschriften; außerdem illustrierte er Bücher. Im Jahr 1879 heiratete er in Paris Louise Marie Adèle Baudry, mit der er zwei Töchter bekam.
Kauffmann, der seinen Lebensmittelpunkt zeitweise in Viroflay hatte, kämpfte im Deutsch-Französischen Krieg und besuchte auch später noch diverse Kriegsschauplätze als Zeichner und Berichterstatter.
Oft waren seine Werke auch thematisch mit seiner elsässischen Heimat verbunden: Er habe zusammen mit anderen Künstlern wie Hansi, Charles Spindler und Henri Loux eine Vorstellung vom Elsass geprägt, die ab dem Beginn des 20. Jahrhunderts in Frankreich populär gewesen sei: Cette vision d’une Alsace idyllique se fixe dans l’imaginaire collectif français et aboutit aux fameux «cinq C» décrit par Georges Bischoff: coiffe, choucroute, colombages, cigogne et cathédrale, schrieb Jérôme Schweitzer.
Kauffmann zeichnete unter anderem für die Bibliothèque illustrée von Marpon und Flammarion. Karikaturen schuf er für Monsieur le Uhlan, zahlreiche Zeichnungen und Radierungen wurden im Journal d’un Officier malgré lui veröffentlicht und Kauffmanns Vignetten zieren die Histoire versifiée et humoristique de la France von Victor Thiéry.
1908 zeigte er auf einer Miniaturenausstellung mehrere Aquarelle, 1909 das Werk Unsere letzten Fahnen im Elsaß. Im Jahr 1914 kam sein Werk Les Noces Alsaciennes heraus, das 20 Tafeln nach Aquarellen Kauffmanns enthält, 1918 Nos petits Alsaciens chez eux.